# Chora-chuva-de-bico-amarelo
Barbudo-de-bico-amarelo ou chora-chuva-de-bico-amarelo (nome científico: Monasa flavirostris) é uma espécie de ave buconídea. Classificado às vezes na ordem Galbuliformes ou na Piciformes.
Pode ser encontrada na Brasil, Bolívia, Colômbia, Equador e Peru. Os seus habitats naturais são: florestas de terras baixas úmidas tropicais ou subtropicais, florestas altamente degradadas.